# 1748 w literaturze
Wydarzenia literackie w 1748 roku.

## Nowe książki
- Monteskiusz O duchu praw (De l'esprit des lois)
- David Hume An Enquiry Concerning Human Understanding
- John Cleland Pamiętniki Fanny Hill